# Atentado en la avenida México de Lima de 2024
El atentado en la avenida México ocurrió el 25 de noviembre de 2024 en el distrito peruano de La Victoria, dentro de Lima metropolitana, el suceso dejó cinco heridos y un muerto.

## Contexto
La cuadra 3 de la avenida México en el distrito de La Victoria es un núcleo del comercio del transporte tanto formal como informal, además de presentar en sus cercanías otros negocios como puestos de comida al paso.
En el punto específico del sitio del ataque está la sede de la empresa PerúBus, pero también paraderos de colectiveros no regularizados o piratas.

## Ataque
En horas de las 22:00 p. m. (hora peruana) del 25 de noviembre una motocicleta que llevaba a dos sujetos se acerca a uno de los paraderos informales, que daba con la fachada de PerúBus y otros establecimientos de comercio, para lanzar una granada de mano contra los colectiveros que se encontraban en su tiempo de receso, la explosión fue de una magnitud considerable porque destruyo la entrada de varios de los locales, incluido el de PerúBus.
Un representante del Terminal de Cercanías, uno de los locales afectados, expresó lo siguiente:

¿Qué medidas podemos tomar contra gente que va armada? ¿con gente que tiene granada? ¿creen que podemos tomar medidas? Nosotros somos contribuyentes que pagamos nuestros impuestos para que nos den seguridad, pero no nos la dan. Encima nos han paralizado nuestras actividades.

### Víctimas

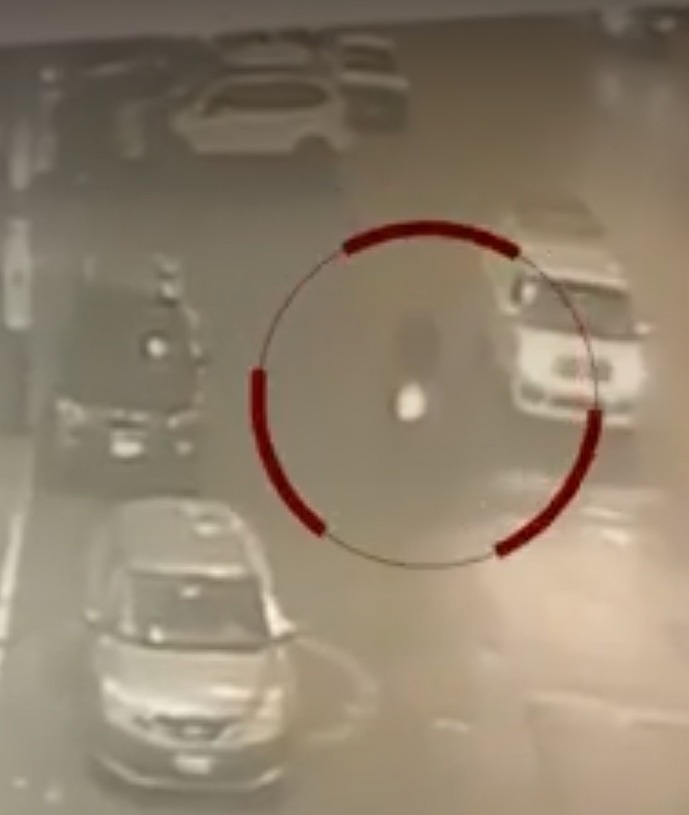
Moticicleta que lanzó la granada en el lugar del ataque.

La Policía Nacional del Perú y el Cuerpo de Bomberos Voluntarios del Perú acudieron al lugar del ataque para trasladar a los heridos al Hospital Nacional Dos de Mayo, algunos de ellos de gravedad, uno de los heridos no resistió a sus heridas y pereció en el centro médico días después.
En total fueron cinco heridos y un fallecido, este último fue identificado como Walter Castañeda Gallardo, quien se encontraba cenando luego de su jornada laboral en uno de los restaurantes afectados por la onda expansiva, Castañeda no tenía relación alguna con los colectiveros.

## Reacciones
En su primera hipótesis la PNP pensó que la sede de PerúBus era el objetivo real del ataque. El Ministerio Público del Perú informó que abrió una carpeta de investigación por el atentado y la situación de los víctimas.
Según el medio RPP Noticias, el atentado es una disputa entre grupos de colectiveros por el control de los paraderos. La gerencia de PerúBus notificó que no es la primera vez que atacan patrimonio de la empresa.